# يو إس إس بورتلاند (سي سي-33)
يو إس إس بورتلاند (سي إل/سي إيه–33) كان السفينة الرائدة في فئة بورتلاند للطرادات وأول سفينة تابعة للبحرية الأمريكية تحمل اسم مدينة بورتلاند بولاية مين.